# Lutzmannsburg
Lutzmannsburg (maďarsky: Locsmánd, chorvatsky: Lucman) je městys v okrese Oberpullendorf v Burgenlandu v Rakousku.

## Geografie
Obec se nachází ve středním Burgenlandu v průměrné výšce 204 m n. m. Patří do jihovýchodní části politického okresu Oberpullendorf. Oblast kolem Lutzmannsburgu je na západním pokraji Malé uherské nížiny, která spadá do Panonské pánve. Oblast je odvodňována řekou Rabnitz (maďarsky Répce), do které se vlévají přítoky Raidingbach a Stooberbach.

## Struktura obce
Městys je tvořen dvěma obcemi: Lutzmannsburg (643) a Strebersdorf (241), které mají dohromady zhruba 884 obyvatel.

Lutzmannsburg patří tak jako obce Horitschon, Deutschkreutz, Raiding a Neckenmarkt do Blaufränkischlandu, vinařské oblasti ve středním Burgenlandu. Zde se pěstuje především víno odrůdy Blaufränkisch – Frankovka.

## Ekonomika a infrastruktura
Lutzmannsburg ekonomicky velmi utrpěl tím, že byl bezprostředně u železné opony. Ekonomika zde zaostávala, byla zaměřena jen na zemědělství a vinařství. Teprve po roce 1990, kdy započala výstavba termálních lázní, začal hospodářský vzestup.

## Vinařství

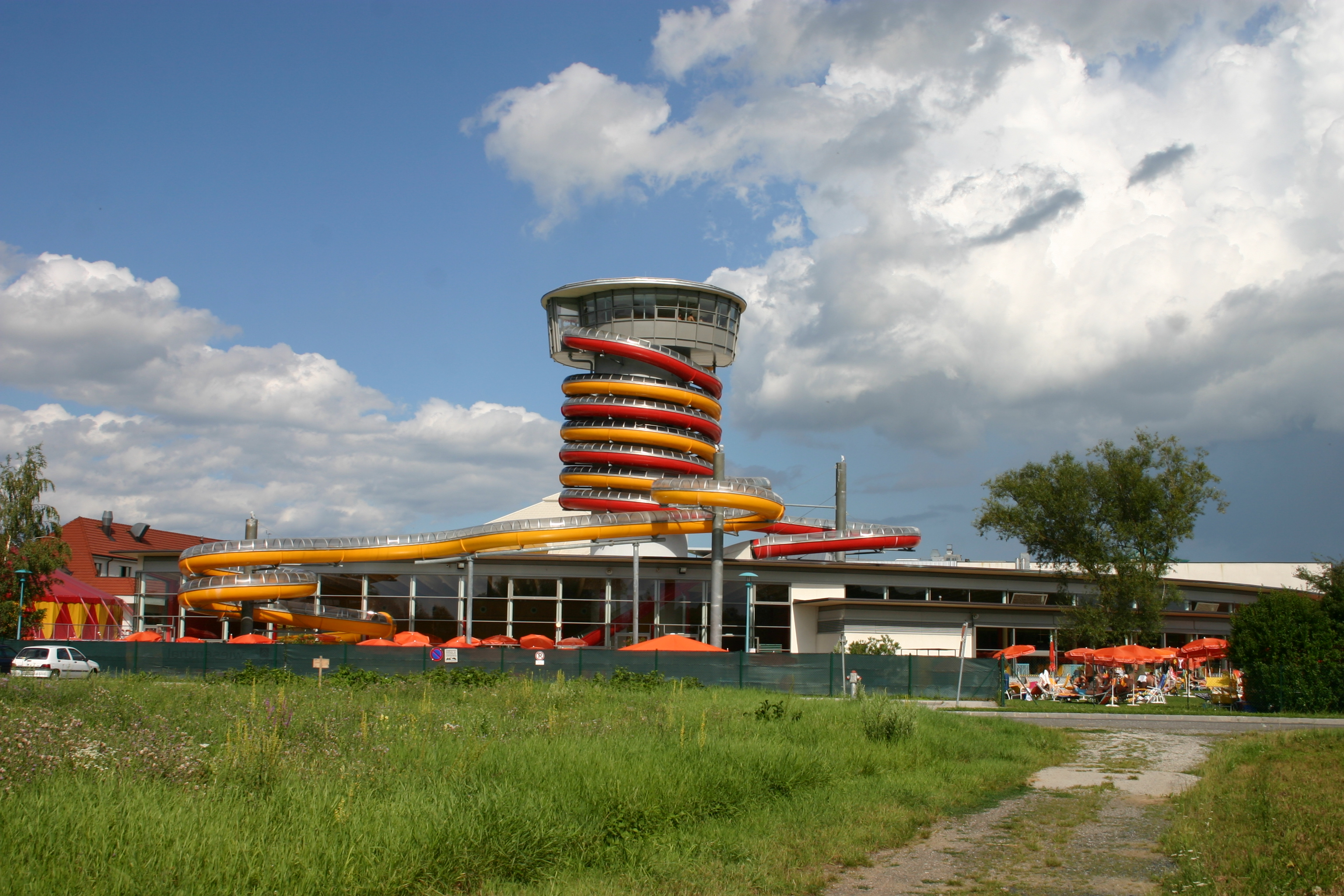
Lutzmannsburg – termální lázně

Pěstování vinné révy je v této oblasti tradiční již od 13. století. V současnosti je v obci 18 podniků, které se zabývají výrobou lahvového vína. V místním podnebí se daří vínům: červeným - Blaufränkisch, Zweigelt, Cabernet Franc, Cabernet Sauvignon, Merlot aj. a bílým: Müller-Thurgau, Goldburger, Welschriesling, Grüner Veltliner aj.

## Termální lázně

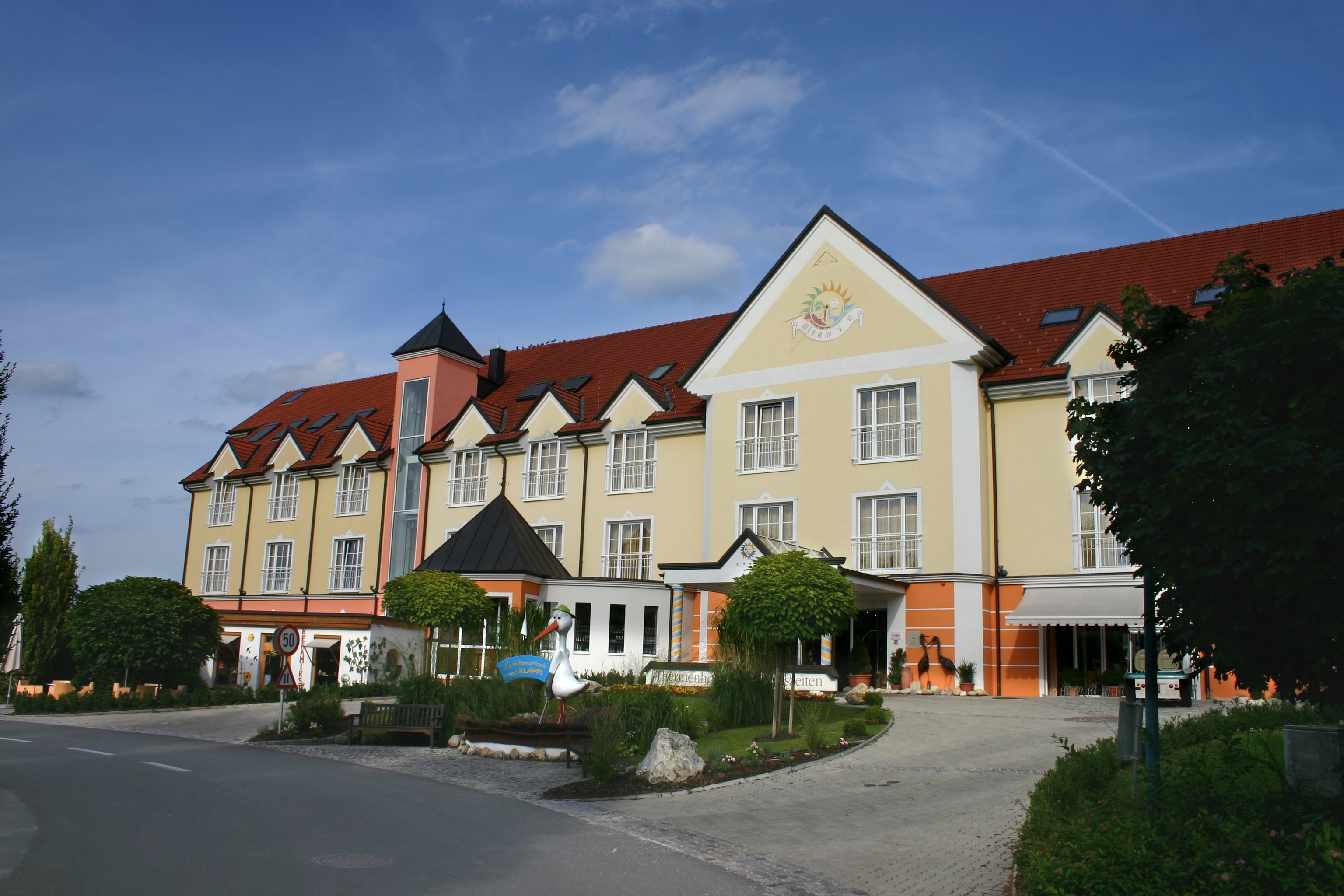
Lutzmannsburg – lázeňský hotel

Při výzkumných vrtech v roce 1989, těsně u hranic s Maďarskem, byl navrtán silný zdroj termální vody. V červnu 1993 bylo započato s výstavbou lázní a již v září 1994 byl otevřen lázeňský komplex. Na základě chemických rozborů byla v roce 1997 zdejší voda uznána jako léčivá. Výstavba samotných lázní a jejich následná rekonstrukce byla silně podporována v souladu s programem financování EU.

## Kemp – tábořiště
V roce 2007 byl u rybníka o rozloze zhruba 60 arů vybudován kemp s kapacitou až 170 míst.

## Cestovní ruch
S výstavbou lázní došlo i k rozšíření infrastruktury v obci a tím i k význačnému rozvoji cestovního ruchu. Je však na škodu, že hraniční přechod do Maďarska je pouze pro chodce.